# Alfons Hörmann

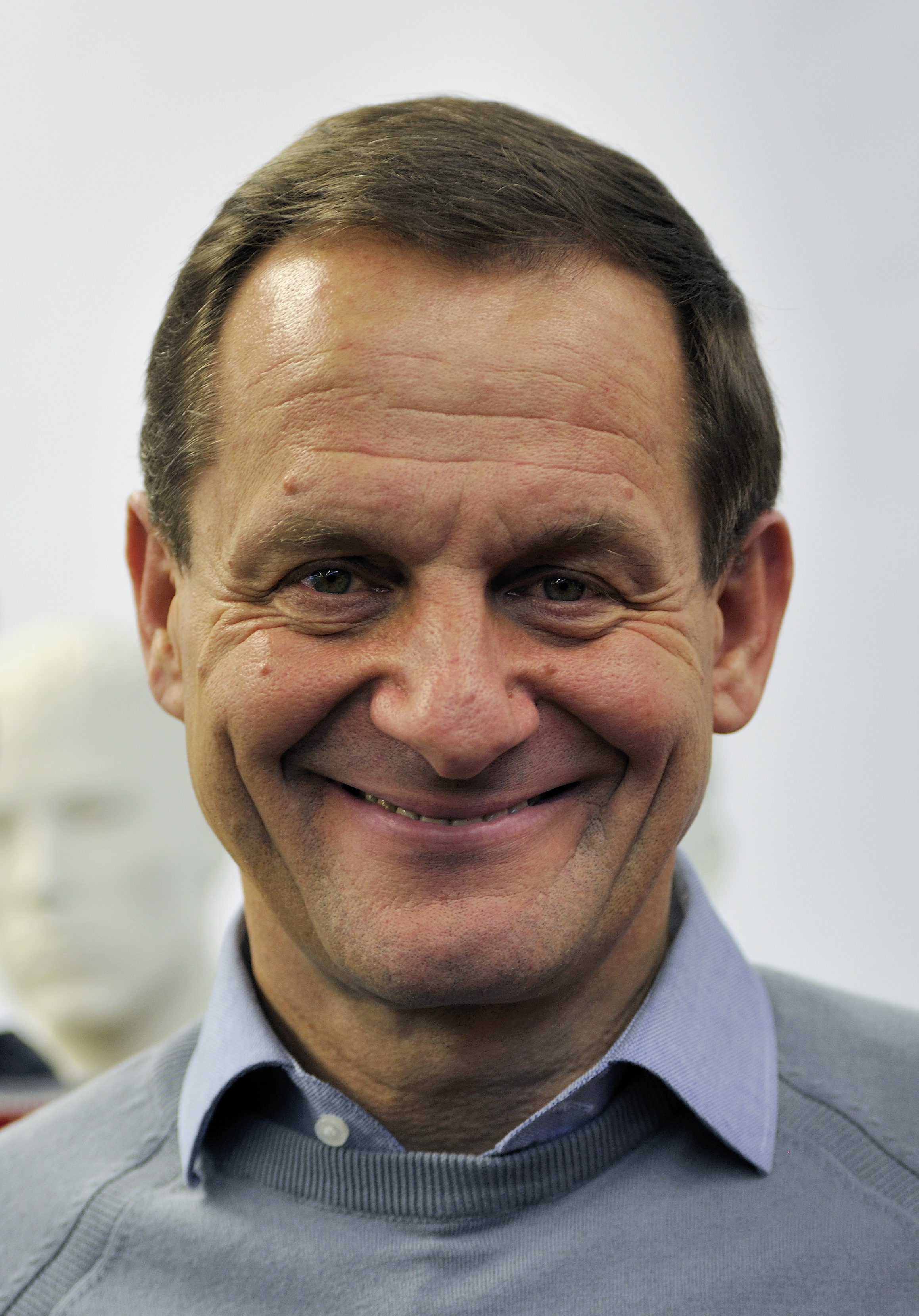
Alfons Hörmann 2014

Alfons Hörmann (* 6. September 1960 in Kempten) ist ein ehemaliger deutscher Sportfunktionär, Unternehmer und Politiker (CSU). Von Dezember 2013 bis Dezember 2021 war er Präsident des Deutschen Olympischen Sportbundes. Er lebt in Sulzberg im Landkreis Oberallgäu. Von Januar 2018 bis April 2020 war er Vorstandsvorsitzender der Schöck Gruppe.

## Berufliche Laufbahn
Hörmann war ab 1977 in der Baustoffbranche tätig und hatte bei den Firmen BayWa und Schwenk erste Führungspositionen inne. Von 1990 bis 1998 war er bei der Creaton AG Marketing-/Vertrieb-Vorstand, von 1998 bis 2010 war er Vorstandsvorsitzender.
Von 2011 bis 2016 war er Vorsitzender der Geschäftsführer der (zufällig namensgleichen) Hörmann Holding. Die Unternehmensgruppe beschäftigte rund 4.500 Mitarbeiter und zur Holding gehörten über 50 Tochtergesellschaften. In dieser Zeit war er ebenfalls Vorsitzender des Aufsichtsrates der Funkwerk AG und Vorsitzender des Aufsichtsrates der Hörmann Automotive Penzberg und der Hörmann Automotive in Gustavsburg. Zugleich war er Vorsitzender des Beirats der Geiger – Unternehmensgruppe in Oberstdorf und Vorsitzender des Aufsichtsrates der Scaltel AG in Waltenhofen. Von Januar 2018 bis August 2020 war Hörmann CEO der Schöck Gruppe.
Im Dezember 2013 eröffnete die Generalstaatsanwaltschaft Düsseldorf ein Hauptverfahren wegen Verstoßes gegen das Kartellrecht, in dem auch Hörmann eine Geldbuße drohte. Den 2008 vom Bundeskartellamt erhobenen Vorwurf der Preisabsprache hatte Hörmann stets zurückgewiesen, das Präsidium des DOSB sah „nach eingehender Prüfung“ keine Auswirkungen auf seine dann erfolgreiche Kandidatur zum DOSB-Präsidenten. Im Mai 2015 akzeptierte Hörmann den 2008 vom Bundeskartellamt erlassenen Bußgeldbescheid in Höhe von 150.000 Euro, die Creaton AG wurde zu einem Bußgeld von 39,9 Millionen Euro verurteilt.
1995 wurde Hörmann die Bayerische Umweltmedaille verliehen. 2009 erhielt er die Staatsmedaille für besondere Verdienste um die bayerische Wirtschaft.

## Ehrenamtliche Tätigkeiten im Sport
Von 2000 bis 2002 amtierte er als Vorsitzender des Allgäuer und von 2002 bis 2005 des Bayerischen Ski-Verbandes. Er war Vizepräsident des Organisationskomitees der Nordischen Skiweltmeisterschaften 2005 in Oberstdorf. 2005 wurde er zum Präsidenten des Deutschen Ski-Verbandes gewählt. 2006 übernahm er das Amt des Vizepräsidenten Marketing der Internationalen Biathlon-Union. Von 2006 bis 2011 war er Vorsitzender des Organisationskomitees für die Alpinen Skiweltmeisterschaften 2011 in Garmisch-Partenkirchen. 2010 wurde er in das FIS-Council gewählt, dem er bis 2021 angehörte.
Nachdem Thomas Bach zum IOC-Präsidenten gewählt worden war, sprachen sich im Oktober 2013 die Fachverbände des Deutschen Olympischen Sportbundes (DOSB) für Hörmann als seinen Nachfolger im DOSB-Präsidentenamt aus. Am 7. Dezember 2013 wurde er auf der DOSB-Mitgliederversammlung gewählt und 2014 und 2018 mehrheitlich in diesem Amt bestätigt. Bei der Mitgliederversammlung im Dezember 2021 trat er nicht mehr zur Wiederwahl an. Am 4. Dezember 2021 wurde Thomas Weikert zu seinem Nachfolger gewählt. Von 2015 bis 2020 war Hörmann Mitglied der Marketing-Kommission des Internationalen Olympischen Komitees (IOC).

## Kritik
Während der Olympischen Spiele 2020 in Tokio geriet Hörmann in die Kritik, als BDR-Sportdirektor Patrick Moster während des Einzelzeitfahrens der Männer am 28. Juli vor laufender Kamera rassistische Äußerungen gemacht hatte. Nach dessen Entschuldigung kündigte Hörmann an, dass Moster im Team D bleiben werde. Auf Druck der IOC-Disziplinarkommission wurde diese Entscheidung nur wenig später rückgängig gemacht.
Im Mai 2021 wurde ein anonymes Schreiben von Mitarbeitern des DOSB bekannt, das dem Präsidium des DOSB und Hörmann Vorwürfe zur Führungskultur machte. Der DOSB reagierte mit einem Schreiben des Präsidiums, das sich hinter Hörmann stellte.

## Politisches Engagement
Alfons Hörmann war von 1984 bis 1996 Gemeinderat und von 1990 bis 1996 zweiter Bürgermeister der Marktgemeinde Sulzberg. Von 2002 bis 2014 war er Mitglied des Kreistags sowie von 2008 bis 2014 CSU-Fraktionsvorsitzender im Kreistag des Landkreises Oberallgäu. 2020 bewarb er sich um das Amt des Landrats im Landkreis Oberallgäu, nachdem er einstimmig als Kandidat der CSU für die Kommunalwahlen im März 2020 bestimmt worden war. Im ersten Wahlgang lag er noch deutlich in Führung, musste aber in die Stichwahl, in der er Indra Baier-Müller von den Freien Wählern unterlag.

## Privatleben
Hörmann ist seit 1984 verheiratet und hat mit seiner Frau drei Söhne. Er ist Gründer und Vorsitzender der Alfons Hörmann Stiftung, die soziale, kirchliche und kulturelle Projekte unterstützt. Außerdem ist er Gründer und Vorsitzender der Prosport-Stiftung Allgäu-Kleinwalsertal.